# Dodford
Dodford is een civil parish in het bestuurlijke gebied Daventry, in het Engelse graafschap Northamptonshire met 203 inwoners.